# Emphase
Emphase (auch Emphasis; altgriechisch ἔμφασις émphasis, von ἐμφαίνω emphaínō „zeigen“, „an den Tag legen“, „anschaulich/deutlich/offensichtlich machen“) bedeutet eigentlich „öffentlich anschaubare Darstellung“ oder „Verdeutlichung“, in späterer Verwendung „Kraft des Ausdrucks“ oder „Nachdruck in der Rede“. Konträr dazu besteht allerdings bereits im Griechischen die Nebenbedeutung „Umschreibung“.

## Verwendung
Der Begriff Emphase hat in einzelnen Fachgebieten unterschiedliche Bedeutungen:
- In der Übertragungstechnik eine automatische Frequenzanhebung und -absenkung des Signals, um die Übertragungsqualität zu verbessern, siehe Pre-Emphasis.
- In Schauspiel und Erzählkunst, wie auch den schriftlichen literarischen Stilmitteln ist die Emphase eine besonders nachdrückliche, begeisterte, die eigene innere Bewegung und Zustimmung widerspiegelnde Ausdrucksweise und damit eine gesteigerte Form des Ethos. Die Emphase ist in gewisser Weise das Gegenstück (Pendant) zum Pathos, in dem das eigene Mitleiden und Erschauern zum Ausdruck kommt. In Anlehnung an den ursprünglichen Wortsinn (altgriechisch: ἐμφαίνω „zeigen (usw.)“) verwendet der Autor Gerd Hergen Lübben für seine Theaterstücke-Pentade „Feuerfuß meinetwegen“ die Bezeichnung „Emphasen für Bühne“, wobei Bild, Wort und Gestik formal und inhaltlich als je eigenständige Ausdrucksmittel des Schauspiels begriffen werden. Emphase kann geäußert werden durch:
  - phonetische Mittel: Betonung, Prosodie
  - syntaktische Mittel: rhetorische Frage, Ausruf, besondere Hervorhebung
  - deklamatorische Mittel: Kunstpause
  - In den Vortragskünsten stehen zusätzlich noch die Mittel der Körpersprache zur Verfügung, also Betonung durch Mimik oder Gestik und Ähnliches
- In der Rhetorik wird zwar Emphase mehrheitlich für „Verdeutlichung“ oder „Betonung“ verwendet, für einen Teil der Rhetorik-Theoretiker (z. B. Quintilian) bezeichnet sie jedoch einen Tropus, bei dem eine Sache durch einen ungenaueren, oft verharmlosenden Ausdruck umschrieben wird.
- Im Buchdruck (Typografie) bezeichnet Emphase die Hervorhebung von Textabschnitten (Schriftauszeichnung), beispielsweise fett oder kursiv.
- In der Sprachwissenschaft der semitischen Sprachen bezeichnet der Begriff „emphatische Konsonanten“ eine spezielle Klasse von Geräuschkonsonanten. Die genaue phonetische Aussprache der emphatischen Konsonanten variiert zwischen den Sprachen und beinhaltet ejektive Konsonanten im Äthiopischen, als auch velare oder pharynginale Konsonanten in der arabischen Sprache. Zu den emphatischen Konsonanten zählen ض ظ ص ط im Arabischen, und ק צ ט im Hebräischen.